# Toto Wolff
Torger Christian Wolff, mais conhecido como Toto Wolff, (Viena, 12 de janeiro de 1972) é um investidor austríaco e ex-piloto de automobilismo. Ele é atualmente proprietário de 33,3% e diretor executivo da equipe Mercedes de Fórmula 1. Anteriormente, Wolff foi um acionista da equipe de Fórmula 1 da Williams.
Como investidor, Wolff fundou a Marchfifteen em 1998 e a Marchsixteen Investments em 2004, focalizando inicialmente empresas de internet e tecnologia. Atualmente, é especialista em investimentos estratégicos em empresas industriais de médio porte e empresas cotadas, que incluem a Williams F1 e da alemã HWA AG.
Em abril de 2020, Wolff adquiriu uma participação de 4,77% na Aston Martin Lagonda Global Holidings plc — que após uma questão de direitos, passou a valer 0,95% da empresa — como investimento financeiro pessoal. A parceria e o papel operacional de Wolff com a Mercedes não foram afetados por esta transação. Em junho do mesmo ano, foi noticiado que Wolff havia readquirido 5% das ações da equipe de Fórmula 1 da Williams, ele havia vendido suas últimas ações do time de Grove em 2016 ao empresário estadunidense Brad Hollinger, que já havia adquirido a maior parte dos 15% de Wolff. Mas no mês seguinte, a vice-diretora da equipe, Claire Williams, esclareceu que devido a um problema com uma transação, Hollinger ainda não havia concluído a compra dos 5% restantes, então eles retornaram para Wolff.
Toto é casado com Susie Wolff desde 2011. Ela foi piloto de testes da Williams em quatro GPs: Grã-Bretanha e Alemanha de 2014 e Espanha e Grã-Bretanha de 2015, quando o marido ainda tinha parte da equipe inglesa.
Toto é empresário do piloto George Russell.